# 马尼亚拉湖国家公园
马尼亚拉湖国家公园（Lake Manyara National Park），是坦桑尼亚阿鲁沙区的一座国家公园，位于马尼亚拉湖西岸。
国家公园的旱地面积330平方公里，森林和碱湖面积200平方公里。分旱雨两季。